# Андре (фильм)
«Андре» — художественный фильм, детский фильм про животных. Экранизация книги «A Seal Called Andre», автор которого — Лью Дейтц. Фильм можно смотреть детям любого возраста.

## Сюжет
Андре — морской котик. Он остался без матери и оказался в семье смотрителя гавани. Там он и прожил некоторое время. Затем морского котика хотят отдать в зоопарк, но в конце концов Андре всё же отпускают в его родную стихию — в море. Через некоторое время морской котик спасает в море дочь смотрителя.

## В ролях
| Актёр          | Роль         |
| -------------- | ------------ |
| Тина Мажорино  | Тони Уитни   |
| Кит Кэррадайн  | Гарри Уитни  |
| Челси Филд     | Тэлис Уитни  |
| Эйдан Пендлтон | Паула Уитни  |
| Шейн Майер     | Стив Уитни   |
| Кит Шарабайка  | Билли Бейкер |